# Choulettia
Choulettia é um género botânico pertencente à família Rubiaceae.